# Niderhoff
 Niderhoff  es una comuna        y población de Francia, en la región de Lorena, departamento de Mosela, en el distrito de Sarrebourg y cantón de Lorquin.
Su población en el censo de 1999 era de 289 habitantes.
Está integrada en la Communauté de communes du Pays des Deux Sarres .

## Demografía
| 291 | 301 | 299 | 274 | 297 | 289 |
| Para los censos de 1962 a 1999 la población legal corresponde a la población sin duplicidades (Fuente: INSEE [Consultar]) |     |     |     |     |     |

- Datos: Q22141
- Multimedia: Niderhoff / Q22141

1. ↑  Worldpostalcodes.org, código postal n.º 57560.
2. ↑  INSEE, Datos de población para el año 2012 de Niderhoff (en francés).